# Roy Barcroft
Roy Barcroft (eigentlich Howard Harold Ravenscroft; * 7. September 1902 in Weeping Water, Nebraska; † 28. November 1969 in Hollywood, Kalifornien) war ein US-amerikanischer Schauspieler.

## Leben und Karriere
Barcroft wuchs in einer Landwirtsfamilie in Nebraska auf. Er war Teilnehmer am Ersten Weltkrieg, da er zunächst eine militärische Karriere ins Auge fasste. In den 1920er Jahren versuchte er sich in verschiedensten Jobs; er kam recht spät zur Schauspielerei und erstmals 1931 nach Hollywood, wo er zunächst als freier Schauspieler jede Art von Rollen annahm, um einen Tagesverdienst zu haben. 1941 kam er zu einem Vertrag bei Monogram Pictures, wo er u. a. in der Serie um den Rough Rider zu sehen war. Von 1943 an war er zehn Jahre lang Vertragsschauspieler bei dem auf Western spezialisierten Studio Republic Pictures, die ihn in so vielen Filmen wie irgend möglich einsetzten. 
Meist wurde er in Western als Oberschurke, das „Brain“ der kriminellen Banden, eingesetzt, wo der bullige, meist schnauzbärtige Schauspieler seine Fähigkeiten ausspielen konnte. In späteren Jahren stellte er aber auch häufiger Gesetzeshüter dar, etwa in dem Westernmusical Oklahoma! aus dem Jahr 1955. Ab Mitte der 1950er-Jahre verlegte Barcroft seine Tätigkeiten mehr und mehr ins Fernsehen, wo er als Gastdarsteller in verschiedenen Serien auftrat, aber auch in wiederkehrenden Rollen wie in der Kinderserie Spin & Marty als „Colonel Jim Logan“ oder in Rauchende Colts als Kramladenbesitzer „Roy“. Sein filmisches Schaffen umfasst über 380 Film- und Fernsehproduktion. Barcroft arbeitete bis kurz vor seinem Tod, sein letzter Film Monte Walsh mit ihm in einer kleinen Rolle als Wirt erschien 1970 posthum in den Kinos.

## Filmografie (Auswahl)

### Film
- 1931: Mata Hari
- 1932: Um eine Fürstenkrone (A Woman Commands)
- 1936: Flash Gordon
- 1937: Dick Tracy
- 1937: Hoheit tanzt inkognito (Rosalie)
- 1938: Flash Gordon’s Trip to Mars
- 1938: Schnelle Fäuste (The Crowd Roars)
- 1939: In der Maske des Bruders (Silver on the Sage)
- 1939: Dünner Mann, 3. Fall (Another Thin Man)
- 1940: Flash Gordon Conquers the Universe
- 1940: Land der Gottlosen (Santa Fe Trail)
- 1941: Sheriff von Tombstone (Sheriff of Tombstone)
- 1941: Sein letztes Kommando (They Died with Their Boots On)
- 1942: Silver Queen
- 1942: Tennessee Johnson
- 1943: Dr. Gillespie’s Criminal Case
- 1943: Die Hölle von Oklahoma (In Old Oklahoma)
- 1944: Alarm im Pazifik (The Fighting Seabees)
- 1945: The Purple Monster Strikes
- 1945: Liebe in der Wildnis (Dakota)
- 1946: Schüsse auf der Ranch (My Pal Trigger)
- 1946: Karten, Kugeln, Banditen (Plainsman and the Lady)
- 1946: The Mysterious Mr. Valentine
- 1947: Hyänen der Prärie (Wyoming)
- 1947: Jesse James reitet wieder (Jesse James Rides Again)
- 1947: Brennende Grenze (The Fabulous Texan)
- 1948: Der Rächer von Los Angeles (Old Los Angeles)
- 1949: Zorro im Wilden Westen (Ghost of Zorro)
- 1950: Mississippi-Express (Rock Island Trail)
- 1950: Terror über Colorado (The Savage Horde)
- 1951: Zorro – Flammen der Rache (Don Daredevil Rides Again)
- 1952: Mördersyndikat San Francisco (Hoodlum Empire)
- 1952: Des Satans Satellit (Zombies of the Stratosphere, Stimme)
- 1952: Der Tiger von Utah (Ride the Man Down)
- 1952: Die Schönste von Montana (Montana Belle)
- 1954: Zorros Schatten – El Latigo (Man with the Steel Whip)
- 1954: Heißes Pflaster (Rogue Cop)
- 1955: Mit stahlharter Faust (Man Without a Star)
- 1955: Die Verlorenen (The Cobweb)
- 1955: Oklahoma!
- 1955: Mit roher Gewalt (The Spoilers)
- 1955: In Acht und Bann (At Gunpoint)
- 1956: Die letzte Jagd (The Last Hunt)
- 1957: Die Würfel sind gefallen (Gun Duel in Durango)
- 1957: Weint um die Verdammten (Band of Angels)
- 1962: Sechs schwarze Pferde (Six Black Horses)
- 1964: Die Revolverhand (He Rides Tall)
- 1966: Der Colt ist das Gesetz (Gunpoint)
- 1966: Billy the Kid vs. Dracula
- 1966: Zwei tolle Kerle in Texas (Texas Across The River)
- 1967: Der Weg nach Westen (The Way West)
- 1968: Bandolero
- 1968: Rosemaries Baby (Rosemary’s Baby)
- 1969: Gaily, Gaily
- 1969: Der Gauner (The Reivers)
- 1970: Monte Walsh

### Fernsehen
- 1954–1956: Annie Oakley (8 Folgen)
- 1954–1968: Im Wilden Westen (Death Valley Days, 8 Folgen)
- 1955–1957: Mickey Mouse Club (The Mickey Mouse Club, 18 Folgen, darunter innerhalb des Mickey-Mouse-Clubs eine feste Nebenrolle in The Adventures of Spin and Marty)
- 1955–1957: The Lone Ranger (3 Folgen)
- 1956: Fury (Folge 1x16)
- 1957: Corky und der Zirkus (Circus Boy, Folge 1x23)
- 1957: State Trooper (Folge 1x22)
- 1957, 1958: Maverick (2 Folgen)
- 1957, 1959: Trackdown (2 Folgen)
- 1957–1960: Abenteuer im wilden Westen (Zane Grey Theater, 4 Folgen)
- 1957–1963: Have Gun – Will Travel (11 Folgen)
- 1958: Cheyenne (Folge 3x11)
- 1958–1959: 26 Men (6 Folgen)
- 1959: 77 Sunset Strip (Folge 1x33)
- 1959: Dezernat M (M Squad, Folge 3x06)
- 1959: Der zweite Mann (The Deputy, Folge 1x07)
- 1959: Der Texaner (The Texan, 2 Folgen)
- 1959, 1961: Josh (Wanted: Dead or Alive, 2 Folgen)
- 1959–1962: Lawman (3 Folgen)
- 1959–1969: Rauchende Colts (Gunsmoke, 19 Folgen)
- 1960: Bronco (Folge 2x17)
- 1960–1963: Am Fuß der blauen Berge (Laramie, 8 Folgen)
- 1961–1965: Tausend Meilen Staub (Rawhide, 5 Folgen)
- 1962: Westlich von Santa Fé (The Rifleman, Folge 4x31)
- 1962–1966: Bonanza (4 Folgen)
- 1963: The Andy Griffith Show (Folge 3x30)
- 1963: Das große Abenteuer (Folge 1x06)
- 1963, 1967: Die Leute von der Shiloh Ranch (The Virginian, 2 Folgen)
- 1964: Perry Mason (Folge 8x10)
- 1965: Laredo (2 Folgen)
- 1965, 1968: Verrückter wilder Westen (The Wild Wild West, 2 Folgen)
- 1966: Daniel Boone (Folge 3x10)
- 1967: Der Marshall von Cimarron (Cimarron Strip, 2 Folgen)